# Санта-Эмеренциана-а-Тор-Фьоренца (титулярная церковь)

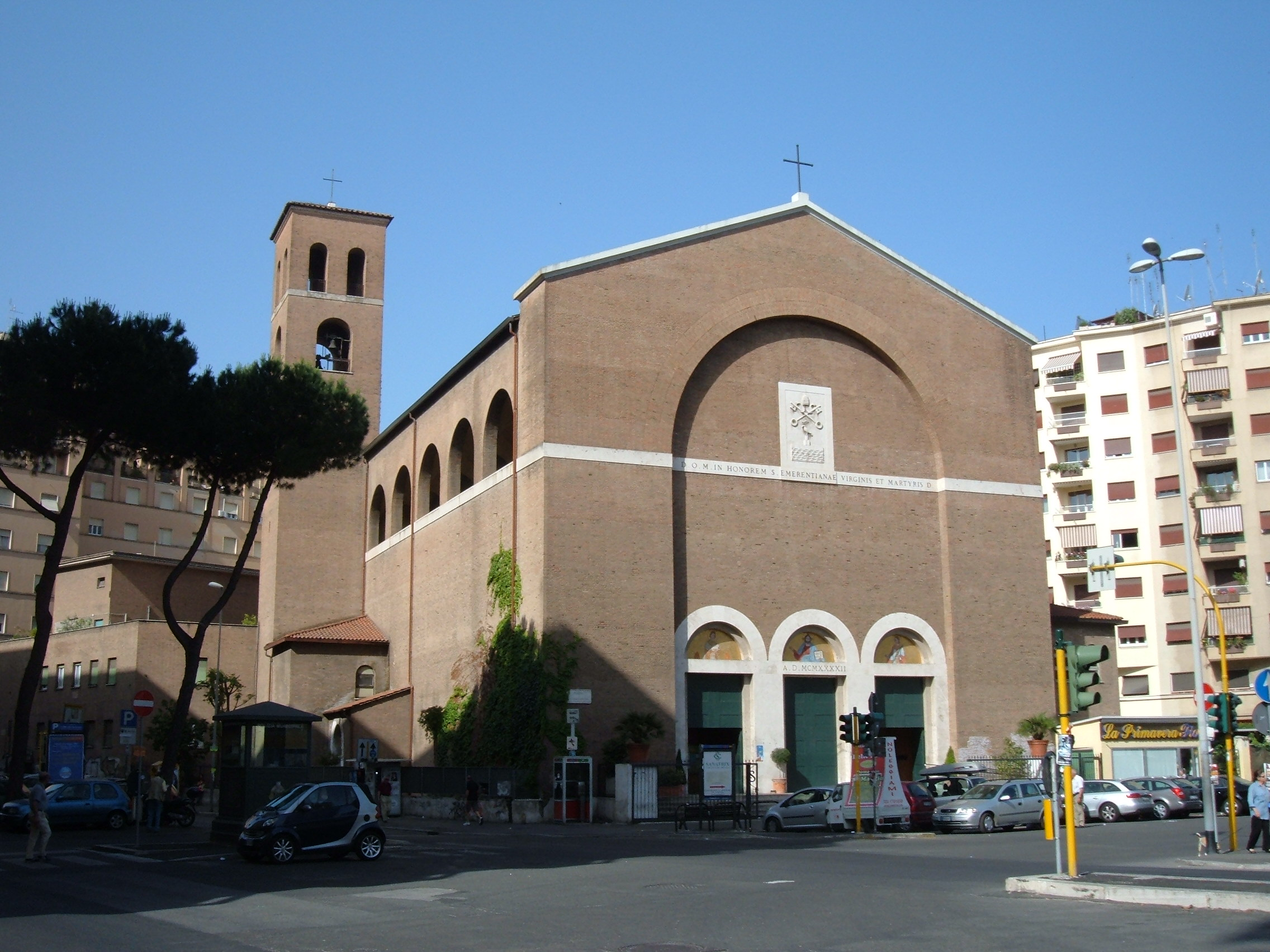

Титулярная церковь Санта-Эмеренциана-а-Тор-Фьоренца (лат. Titulus Sanctae Emerentianae ad locum vulgo “Tor Fiorenza”) — титулярная церковь была создана Папой Павлом VI 5 марта 1973 года апостольской конституцией Ab antiquis. Титул принадлежит церкви Санта-Эмеренциана-а-Тор-Фьоренца, расположенной в квартале Рима Триесте. Церковь, на которой расположен титул, управляется епархиальным клиром Рима.

## Список кардиналов-священников титулярной церкви Санта-Эмеренциана-а-Тор-Фьоренца
- Хосе Саласар Лопес (5 марта 1973 — 9 июля 1991, до смерти);
- Пётр Сэйити Сираянаги (26 ноября 1994 — 30 декабря 2009, до смерти);
- Медардо Джозеф Мазомбве (20 ноября 2010 — 29 августа 2013, до смерти);
- Жан-Пьер Кутва (22 февраля 2014 — по настоящее время).